# Irán az 1964. évi téli olimpiai játékokon
Irán az ausztriai Innsbruckban megrendezett 1964. évi téli olimpiai játékok egyik részt vevő nemzete volt. Az országot az olimpián 1 sportágban 4 sportoló képviselte, akik érmet nem szereztek.

## Alpesisí
Férfi
| Versenyző              | Versenyszám      | Selejtező     | Selejtező     | Selejtező | Selejtező | Döntő    | Döntő    | Döntő    | Döntő    | Döntő      | Döntő      |
| Versenyző              | Versenyszám      | 1. futam      | 1. futam      | 2. futam  | 2. futam  | 1. futam | 1. futam | 2. futam | 2. futam | Összesítés | Összesítés |
| Versenyző              | Versenyszám      | Idő           | Hely.         | Idő       | Hely.     | Idő      | Hely.    | Idő      | Hely.    | Idő        | Helyezés   |
| ---------------------- | ---------------- | ------------- | ------------- | --------- | --------- | -------- | -------- | -------- | -------- | ---------- | ---------- |
| Karim, Prince Aga Khan | Lesiklás         |               |               |           |           |          |          |          |          | 2:42,59    | 59.        |
| Karim, Prince Aga Khan | Műlesiklás       | 1:11,92       | 67.           | 1:01,68   | 30.       | kiesett  | kiesett  | kiesett  | kiesett  | kiesett    | kiesett    |
| Karim, Prince Aga Khan | Óriás-műlesiklás |               |               |           |           |          |          |          |          | 2:13,57    | 53.        |
| Fayzollah Band Ali     | Lesiklás         |               |               |           |           |          |          |          |          | 2:52,44    | 66.        |
| Fayzollah Band Ali     | Műlesiklás       | 1:05,60       | 56.           | 1:03,80   | 37.       | kiesett  | kiesett  | kiesett  | kiesett  | kiesett    | kiesett    |
| Fayzollah Band Ali     | Óriás-műlesiklás |               |               |           |           |          |          |          |          | 2:21,05    | 65.        |
| Lotfolláh Kiásemsaki   | Lesiklás         |               |               |           |           |          |          |          |          | 2:50,70    | 65.        |
| Lotfolláh Kiásemsaki   | Műlesiklás       | 1:08,47       | 62.           | kizárták  | kizárták  | kiesett  | kiesett  | kiesett  | kiesett  | kiesett    | kiesett    |
| Lotfolláh Kiásemsaki   | Óriás-műlesiklás |               |               |           |           |          |          |          |          | 2:17,11    | 60.        |
| Ovaness Meguerdonian   | Lesiklás         |               |               |           |           |          |          |          |          | 2:57,10    | 69.        |
| Ovaness Meguerdonian   | Műlesiklás       | nem ért célba | nem ért célba | 1:04,38   | 40.       | kiesett  | kiesett  | kiesett  | kiesett  | kiesett    | kiesett    |
| Ovaness Meguerdonian   | Óriás-műlesiklás |               |               |           |           |          |          |          |          | 2:19,28    | 64.        |